# Hamsterpaj.net
Hamsterpaj är en svensk internetsajt och community. Sajten startades i oktober 2003 av grundaren Johan Höglund och drevs då som en fritidssysselsättning av några ungdomar. Numera har den kommersialiserats och drivs av ett aktiebolag. Målgruppen är ungdomar från 13 år och uppåt och verksamheten är annonsfinansierad. Hamsterpaj ägdes 2009–2017 av Nyheter24-gruppen  och köptes 2017 av entreprenörerna Fredrik Selin och Carl Nordström.
Enligt sajten själv kommer namnet Hamsterpaj från ordet musterapi som stod skrivet på tavlan när klass 1A började på Portalens Gymnasium under hösten 2003.

## Funktioner och innehåll
Utbudet och funktionerna på webbplatsen har kommit och gått under åren, men består i huvudsak av underhållning i form av filmklipp, onlinespel, roliga bilder samt en communitydel med ett öppet forum. I januari 2007 gjordes hela sajten om och fick därmed ett mer modernt och futuriskt utseende. Enligt statistik från 2012 har Hamsterpaj.net 100 000 unika besökare och drygt 600 000 sidvisningar i veckan och drygt 28 000 aktiva medlemmar.
Hamsterpaj har en del som kallas Sex & Sinne. Under en period var de dock tvungna att ta bort denna sektionen på grund av att deras huvudannonsör Google inte ansåg att en sådan del var lämplig. Med tanke på att Hamsterpaj vid den tiden var ekonomiskt beroende av Google hade de inget annat val än att ta bort sektionen. Samma sak hände med Hacking/säkerhet-forumet. Sex & Sinne är återigen öppet efter att Hamsterpaj.net avbrutit samarbetet med Google.

### Funktioner
Lista över funktioner som erbjuds på Hamsterpaj fr.o.m. 2012.
- Online-spel
- Filmklipp
- Roliga bilder
- Forum (kräver registrering för att skapa och svara i trådar)
- Egen profil med presentation, gästbok, vänlista, senaste besökare samt fotoblogg (kräver registrering för användning)
- Sex & Sinne (kräver registrering för användning)
- Alfabetet på tid
- Ditt namn – genererar ens namn på olika sätt och hittar betydelser för det
- Falskt personnummer – genererar ett falskt, fungerande personnummer
- Gratis program för datorn
- Körkortsfrågor (kräver registrering)
- Mobiloperatörskoll
- Chatt
- Gissa Åldern – låter användaren gissa åldern på registrerade användare
- Snackis – chattfunktion, ungefär som ett klotterplank (kräver registrering för användning)
- Söt eller Snorig - Rösta på den användaren du tycker är snyggast (kräver registrering för användning)
- Hamstagram - Tagga dina instagrambilder med #hamsterpaj för att dyka upp i flödet.
- Pajjat - Nyhetssida där artiklar postas inom teknik, musik, underhållning, krönikor, sidan själv och "överbakat".

Tidigare funktioner:
- Digga
- Gratis musik
- HamsterRadio – sajtens egna webbradio
- Klotterplanket
- Podcast
- Nedladdningsbara program
- Ascii-konst

## Domäner
Utöver den officiella adressen Hamsterpaj.net äger Hamsterpaj flera andra domäner som visar exakt samma innehåll, bland andra Hamsterpaj.se, Pajen.se, Pajen.net och Hamsterpajiskolan.se, samtliga är till för att passera blockeringar som till exempel skolor har satt upp mot Hamsterpaj. Sedan november 2012 pekar alla domäner mot Hamsterpaj.net.

## Aprilskämt
Hamsterpajs personal har vid flera tillfällen utfört aprilskämt på sajten, till exempel:
- Den 1 april 2005 handlade aprilskämtet om att Djurens Rätt hotat med rättsliga åtgärder om inte namnet byttes, då namnet ansågs uppmana till djurplågeri. Djurens Rätt, som inte meddelats om skämtet i förväg, mottog under dagen ett antal arga e-postmeddelanden från webbsajtens besökare.
- Den 1 april 2006 kunde man på hemsidan mötas av ett meddelande om att Hamsterpaj hade blivit uppköpt av Lunarstorm, vilket inte alls stämde.
- Den 1 april 2007 bytte sajten tillfälligt namn till "Emoland" för att skämta om personer som gillade musikstilen emo. Samtidigt fick sajten en extra domän, Emoland.se (ägs inte längre av Hamsterpaj).
- Den 1 april 2010  bytte sajten tillfälligt namn till "Ungdomar24" för att skämta om att Nyheter24 hade tvingat dem till detta. Sajten köpte även domännamnet ungdom24.se.
- Den 1 april 2011 introducerades "Interaktiv Säkerhet" och "Vuxna på Internet" som nya moderatorer på sajten. Detta eftersom användarna hade klagat på att de ordinarie moderatorerna hade skött sig dåligt.[7]